# Saint-Évariste-de-Forsyth
Saint-Évariste-de-Forsyth est une ancienne municipalité de la municipalité régionale de comté de Beauce-Sartigan au Québec (Canada), située dans la région administrative de Chaudière-Appalaches. Elle était nommée en l'honneur du pape Évariste et du marchand de bois James Bell Forsyth.

## Géographie
Située sur une colline, la vue de Saint-Évariste est impressionnante. On peut y observer quelques montagnes avoisinantes comme le mont Adstock.

## Histoire
En 1851, on comptait déjà 67 familles et 390 âmes réparties sur 1268 acres de terres défrichées. 10 ans plus tard, les chiffres ont presque doublé alors qu'il y avait 106 familles et 677 habitants.

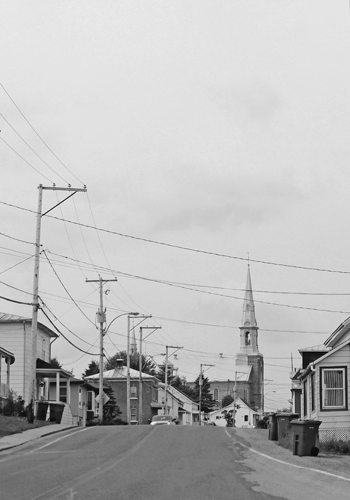
Le village de Saint-Évariste-de-Forsyth

### Chronologie
- 1er juillet 1855 : Érection du township de Forsyth.
- 1er mars 1870 : Le township de Forsyth devient la municipalité de St. Évariste de Forsyth.
- 15 mars 1969 : La municipalité change de nom pour Saint-Évariste-de-Forsyth.
- 1er janvier 2024 : La municipalité fusionne avec Courcelles et devient la municipalité de Courcelles-Saint-Évariste[2]

## Démographie
| 1996 | 2001 | 2006 | 2011 | 2016 | 2021 |
| ---- | ---- | ---- | ---- | ---- | ---- |
| 638  | 605  | 647  | 525  | 545  | 511  |

## Administration
Les élections municipales se font en bloc pour le maire et les six conseillers.
| Saint-Évariste-de-Forsyth Maires depuis 2001                                                                         |                |         |          |
| Élection | Maire          | Qualité | Résultat |
| 2001 | Mario Veilleux |         | Voir     |
| 2005 | Gaétan Bégin   |         | Voir     |
| 2009 | Gaétan Bégin   | Voir    |          |
| 2013 | Gaétan Bégin   | Voir    |          |
| 2017 | Camil Martin   |         | Voir     |
| 2021 | Camil Martin   | Voir    |          |
| Élection partielle en italique Depuis 2005, les élections sont simultanées dans toutes les municipalités québécoises |                |         |          |

## Industries
Le quartier industriel du village est relativement développé par rapport au nombre d'habitants. Un de ses fleurons est la compagnie Deloupe qui se spécialise dans la fabrication d'équipement de transport.

## Patrimoine
L'église de Saint-Évariste a été érigée en 1887 selon les plans de Joseph Gosselin,. Le parvis de l'église comprend des monuments au Sacré-Cœur et à la Sainte-Vierge. Un calvaire et un charnier se trouvent dans le cimetière adjacent. Construit en 1906 dans un style résidentiel éclectique, l'ancien presbytère est classé comme immeuble patrimonial par le ministère de la Culture et des Communications depuis 2012. Il est l'œuvre de l'architecte Narcisse Proulx.